# Cristofano Allori

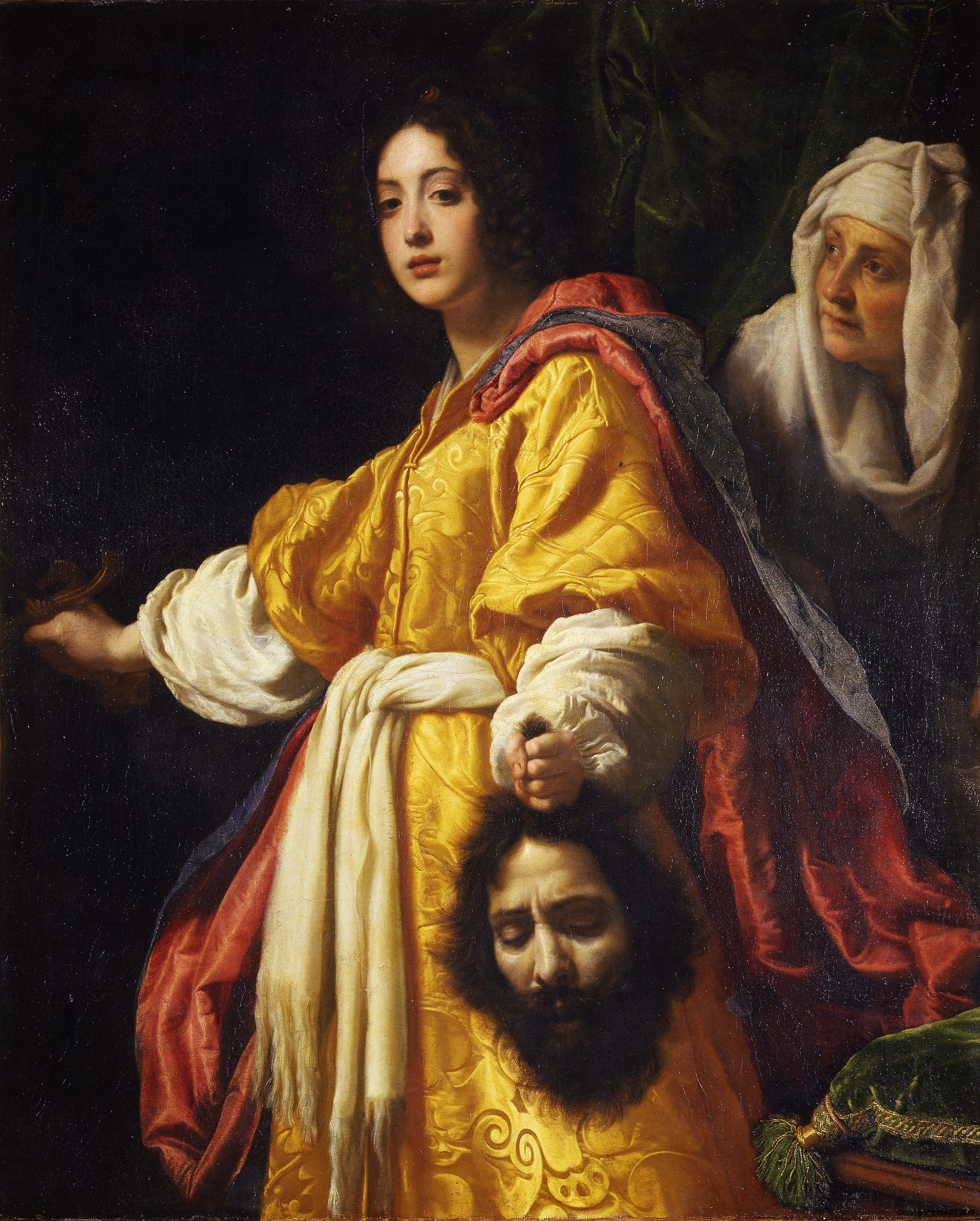
Judite com a cabeça de Holofernes, c. 1580, óleo sobre tela, 139 × 116 cm.

Cristófano Allori (Florença, 17 de outubro de 1577 - 1621), pintor italiano, filho de Alessandro Allori, dedicou-se à pintura de madalenas, virgens e retratos, tendo-se inspirado nos decoradores romanos. A sua obra mais conhecida é Judite e Holofernes.

## Vida
Foi um pintor italiano da escola maneirista florentina, pintando principalmente retratos e temas religiosos. Allori nasceu em Florença e recebeu as primeiras aulas de pintura de seu pai, Alessandro Allori, mas ficando insatisfeito com o desenho anatômico duro e a coloração fria deste último, entrou no ateliê de Gregorio Pagani, um dos dirigentes do escola florentina tardia, que buscava unir o colorido rico dos venezianos com a atenção florentina ao desenho. Allori também parece ter trabalhado com Cigoli.
Quando ainda jovem, ele se tornou um retratista da corte para os Médicis, embora muitas de suas encomendas fossem réplicas de retratos de seu antecessor Bronzino, ou tivessem a participação de outros.
Suas pinturas se distinguem por sua estreita aderência à natureza e pela delicadeza e perfeição técnica de sua execução. Sua habilidade técnica é demonstrada pelo fato de que várias cópias que ele fez das obras de Correggio foram consideradas duplicatas pelo próprio Correggio. Sua extrema meticulosidade limitou o número de suas obras. Vários exemplos podem ser vistos em Florença e em outros lugares.
Sua obra mais famosa, em sua época e agora, é Judith com o Chefe de Holofernes. Ele existe em pelo menos duas versões de Allori, das quais a versão principal é talvez a da British Royal Collection, datada de 1613, com vários pentimenti. Uma versão de 1620 no Palazzo Pitti em Florença é a mais conhecida e existem várias cópias de estúdio e outras mãos. Segundo a biografia quase contemporânea de Filippo Baldinucci, o modelo para Judith foi sua ex-amante, a bela "La Mazzafirra", que também está representada em sua Madalena, a cabeça de Holofernesé um autorretrato, e a empregada é a mãe de "La Mazzafirra".

## Galeria

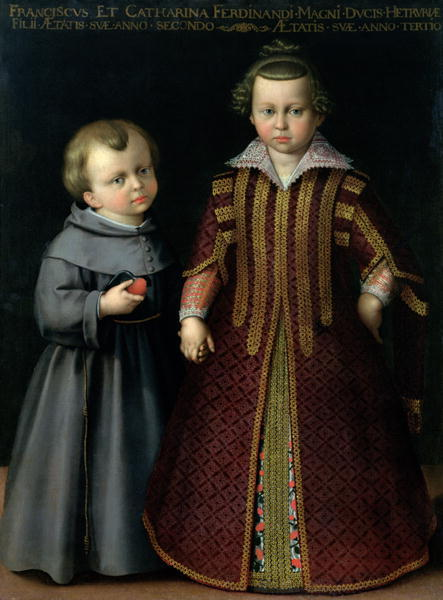
Francesco e Caterina Medici, c. 1598
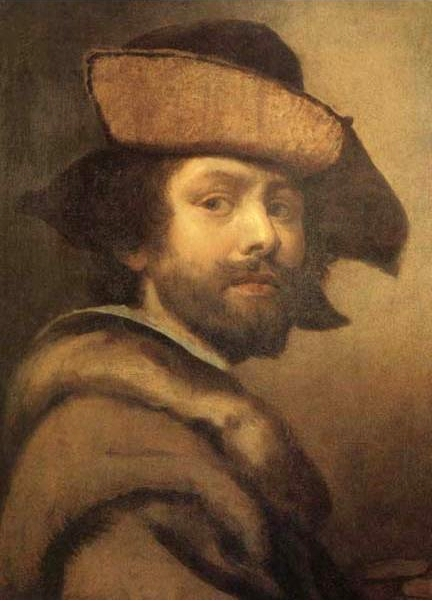
Auto-retrato, 1606
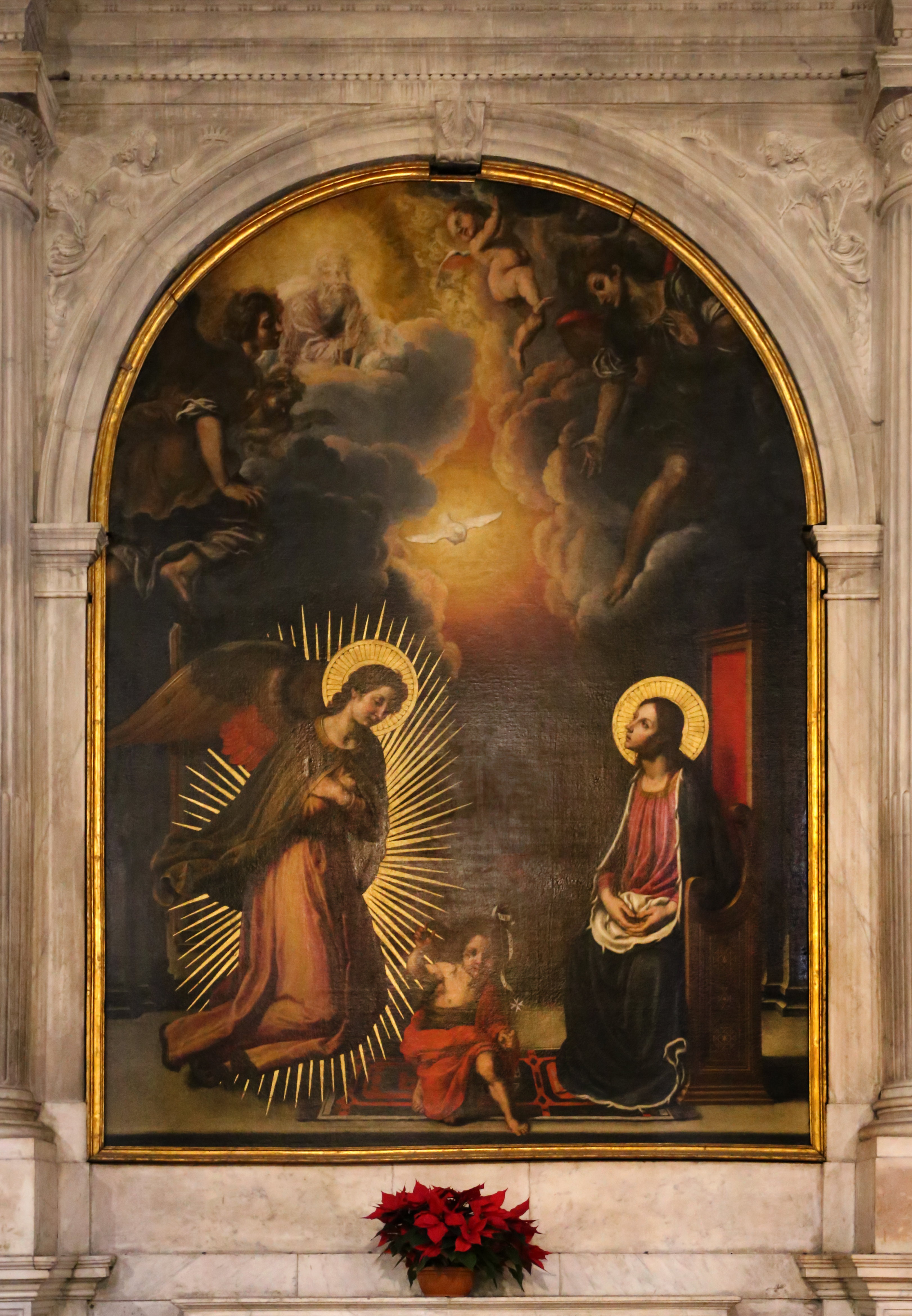
Anunciação, Catedral de Pistoia
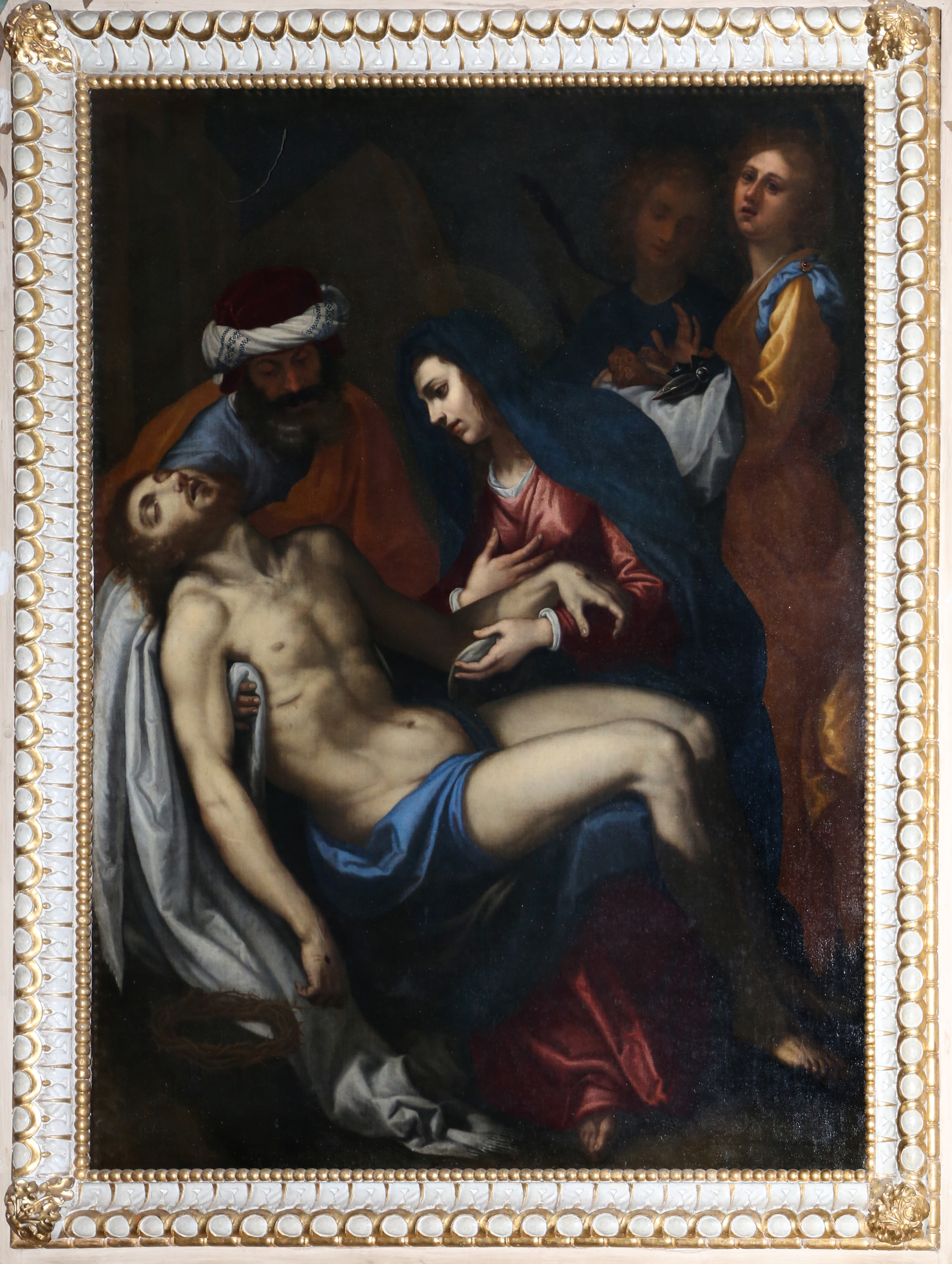
Pieta, por volta de 1600
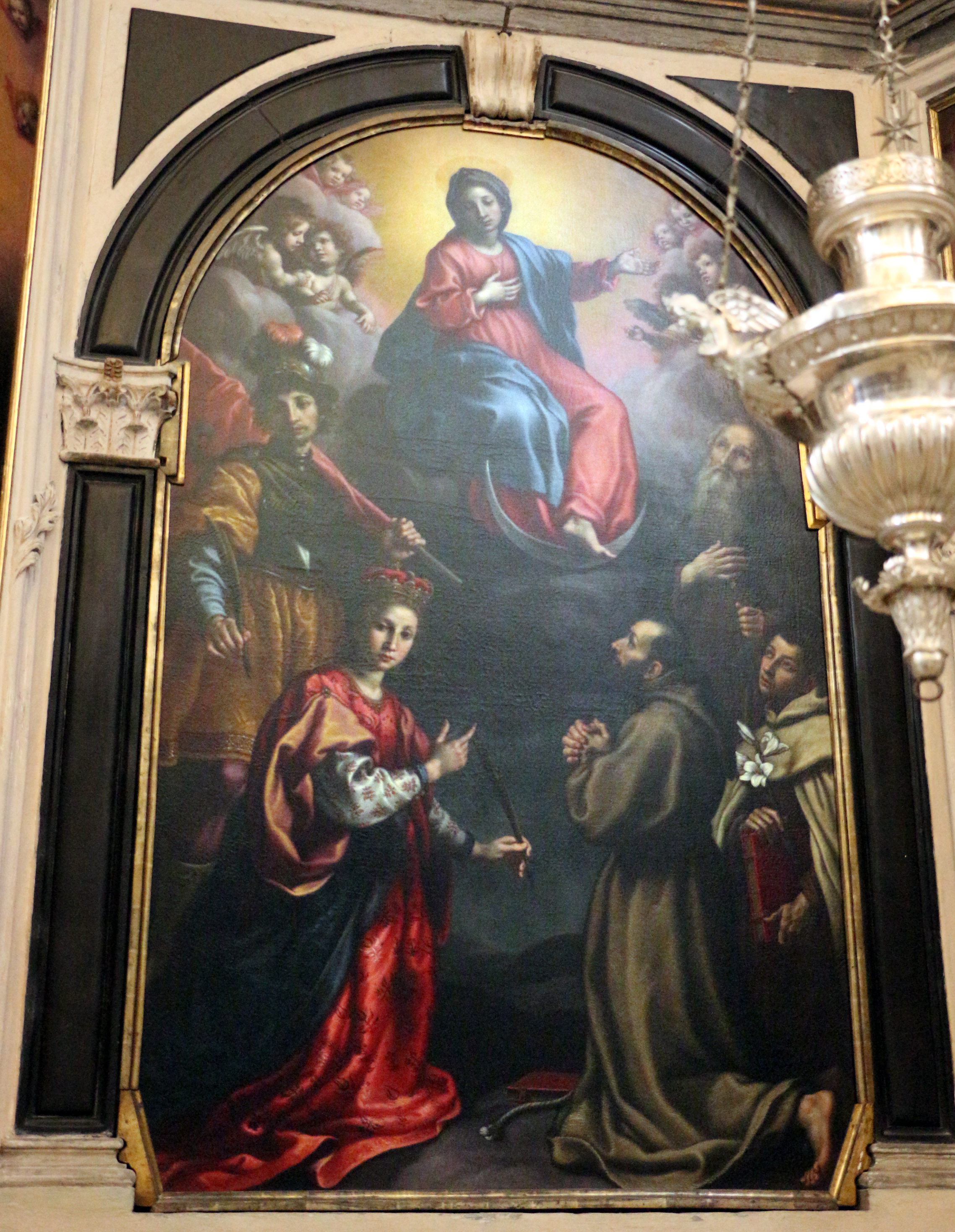
Virgem e santos
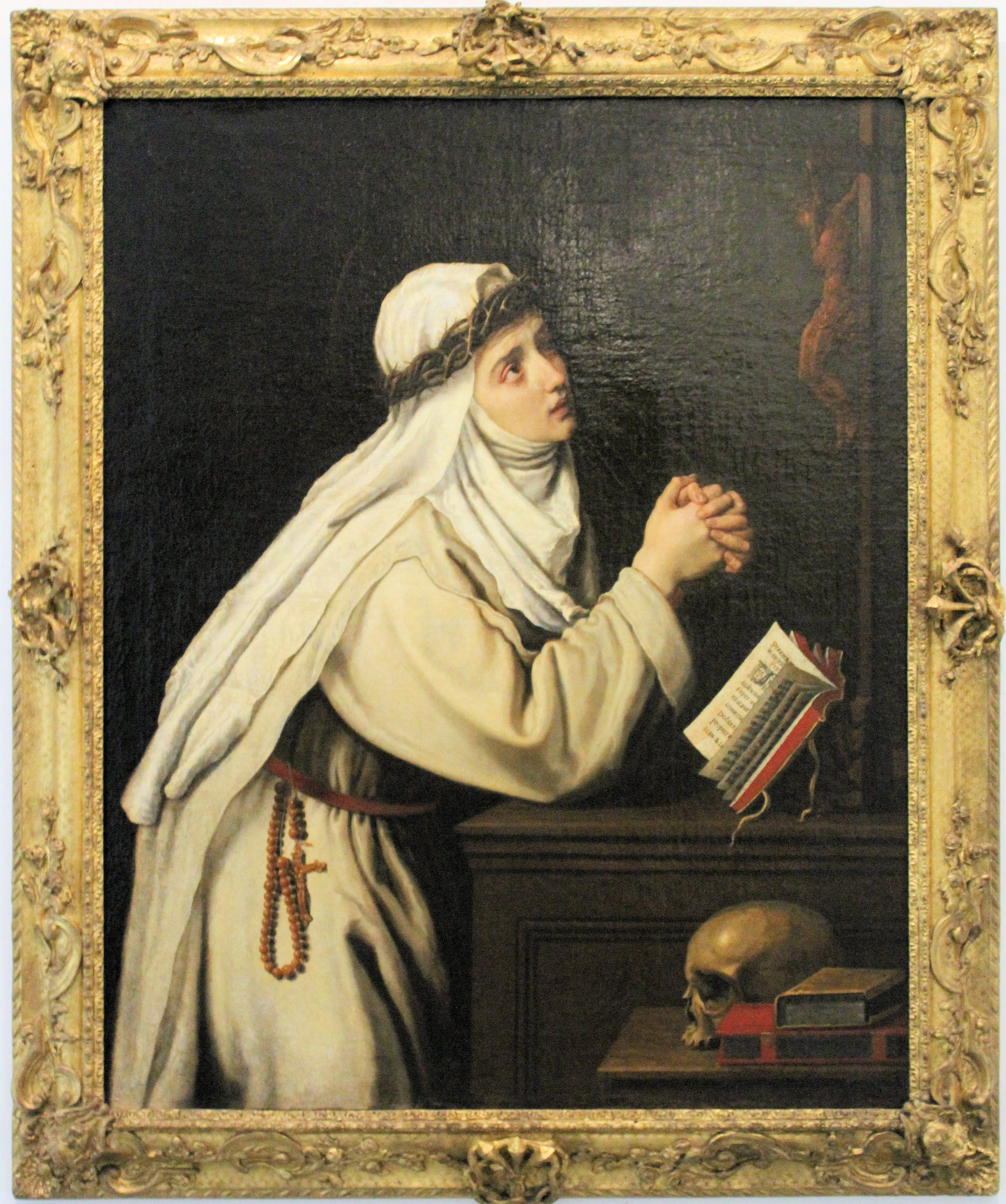
Santa Catarina de Siena. Musée départemental de l'Oise